# ФК Атлас
Атлас (Варна) е български футболен клуб. Основан е през 1908 г. в град Варна и е първият организиран футболен клуб в страната.
През есента на 1907 г. във Варна се сформира отборът на „Атлас“. Съставен е предимно от гръцки младежи, но са участвали и няколко български юноши. В началото на следващата година, отборът е регистриран като футболен клуб, но през 1910-11 г. той спира дейността си. Интересни са срещите между „Атлас“ и „Спортист“ – истински пропагандатори на футболната игра. Двата отбора изиграват първия мач в историята на българския футбол през 1910 г., който е спечелен от „Спортист“ с 1:0.